# Chiba TV

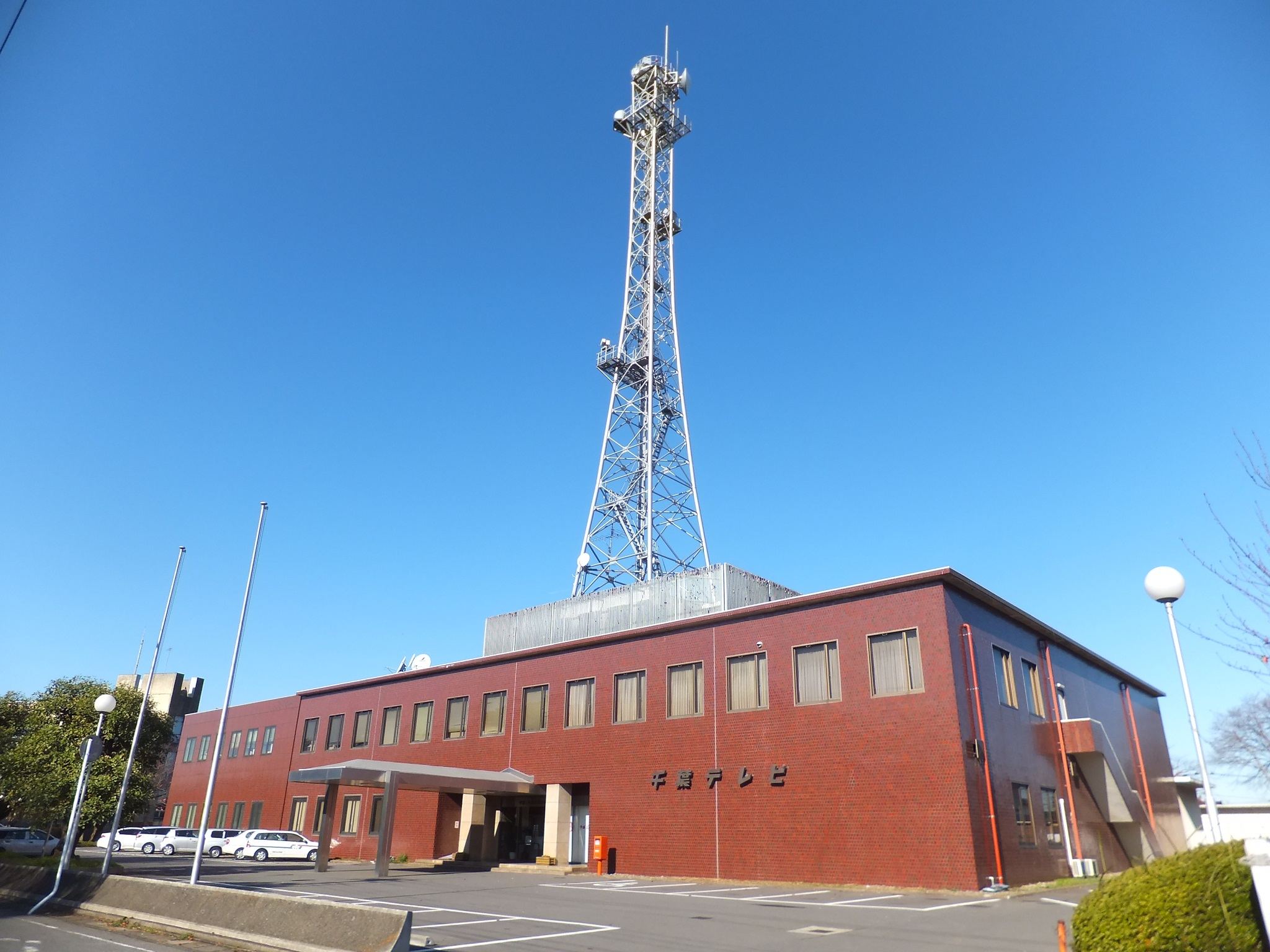
Oficina central (10 de diciembre de 2011)

Chiba Television broadcasting Corporation (CTC) (千葉テレビジョン放送株式会社 Chiba Terebijon Hōsō Kabushiki-gaisha?) hace negocios con el nombre Chiba TV (チバテレビ?), es una empresa japonesa de radiodifusión comercial de televisión terrestre con sede en 11-25 Miyako-chō 1-chōme, Chūō-ku, Chiba; y aunque su sede de operaciones está ubicada en la prefectura de Chiba, su señal se extiende hacia las prefecturas vecinas. El capital de la compañía es de 1'780.664.000¥ (de yenes). Es miembro de la Asociación Japonesa de Estaciones de Televisión Independientes (JAITS). A menudo está involucrado en proyectos de anime en la UHF "del comité de producción" que presiden otras estaciones. La mayoría de las emisiones de anime son lo que se considera del género seinen.

## Modos de radiodifusión
A continuación están los modos de radiodifusión, junto con el nombre de la señal y el nombre del canal:
- Análoga: JOCL-TV Funabashi (canal 46) y otras estaciones repetidoras.
- Digital: JOCL-DTV Funabashi (canal 30), Chōshi (canal 30), y otras estaciones.

## Historia
Entre las personas clave de la compañía están: Katsuyuki Osawa como presidente, Katsumi Kaneda como el vicepresidente, entre otros.
- La empresa fue fundada el 28 de enero de 1970.
- El inicio de transmisiones comenzó oficialmente el 1 de mayo de 1971.
- Inició oficialmente la transmisión digital el 4 de abril de 2006.

## Programas de televisión

### Noticias
- Asamaru Just
- BBC World News
- Chiba 21 Noticias

### Deportes
- Noche de juego de los Marines
- Saque inicial de Kashiwa Reysol en la liga J

### Variedad
- Shiro-Kuro UN-JASH
- Karaoke grand prize 21
- Karaoke trial II
- Asakusa ochanoma yose (etapa Rakugo)
- Being Inc.-produced programs (CTC es la estación clave)
- Artist Request
- Music Focus

### Programas de anime emitidos anteriormente
- 07-Ghost
- Ai Yori Aoshi ~Enishi~
- Black Lagoon
- Bokura ga Ita
- Burn Up Scramble
- Canvas 2 ~Niji Iro no Sketch~
- Chocotto Sister
- Comic Party
- Coyote Ragtime Show
- D.C.: Da Capo
- D.C.S.S.: Da Capo Second Season
- Daphne in the Brilliant Blue
- DearS
- Dokyusei 2
- Elf ban Kakyuusei
- Fate/stay night
- Girl's High
- Gravion Zwei
- Gunparade March
- Hakushaku to Yōsei
- Hanaukyo Maid Team: La Verite
- Happiness!
- Happy Seven
- Higurashi no Naku Koro ni
- Himawari!
- Hitohira
- Ikki Tousen
- Jessica obasan no jikenbo (Murder, She Wrote)
- Kakyuusei
- Kakyuusei 2
- Kimi ga Nozomu Eien
- Koi Suru Tenshi Angelique ~ Kokoro no Mezameru Toki ~
- Kujibiki Unbalance
- Lucky Star
- Lamune
- Legend of Basara
- Lovedol ~Lovely Idol~
- Magikano
- Mahou Shōjo Lyrical Nanoha A's
- Makai Senki Disgaea
- Mamotte! Lollipop
- Mezzo
- Midori Days
- Mouse
- Muteki Kanban Musume
- NHK ni Youkoso!
- Ninja Nonsense
- Noein - To Your Other Self
- Oku-sama wa Joshi Kousei
- Oku-sama wa Mahou Shōjo
- Otome wa Boku ni Koishiteru
- Petopeto-san
- Pumpkin Scissors
- Rakugo Tennyo Oyui
- Renkin 3-kyū Magical ? Pokān
- Sengoku Chōjū Giga
- Shakugan no Shana
- Shangri-La[3]
- Soul Link
- Special A
- Strawberry Panic!
- Sukisho
- Sugarbunnies
- Tactical Roar
- Tenbatsu Angel Rabbie
- The Melancholy of Haruhi Suzumiya
- To Heart
- Tona-Gura!
- Tsuyokiss
- Utawarerumono
- Ultimate Girls
- Wandaba Style
- Yoshimune
- Yoshinaga-san Chi no Gargoyle
- Yume Tsukai
- Zero no Tsukaima